# 故事：寫給所有人的歷史
故事：寫給所有人的歷史（英語：Storystudio.tw），是台灣網路新媒體，2014年由哈佛大學歷史學博士生豐恩創立。定位為透過有趣的、有創意的方式，結合新媒體的運用，讓歷史走進日常生活之中，提供適合所有人閱讀、且值得信賴的知識平台。

## 外部連結
- 〈故事：寫給所有人的歷史 （页面存档备份，存于）〉
- 故事：寫給所有人的歷史的Facebook專頁